# Krausz Gábor (színművész)
Krausz Gábor (Budapest, 1983. szeptember 3. –) magyar színész.

## Életpályája
Tanulmányait a Bárczi Géza általános iskolában kezdte, majd 2002-ben érettségizett a Vörösmarty Mihály Gimnázium drámatagozatán. 2002-tól 2005-ig a Keleti István Művészeti Iskola diákja volt. 2006-2025 között a Kolibri színház  társulati tagja. 2019-ben diplomázott a Színház- és Filmművészeti Egyetem drámainstruktor szakán. A színházi munkák mellett filmes és televíziós produkciókban is látható.

## Film és sorozatszerepei
- Holnap tali! (2017) – Márió
- Drága örökösök (2020) – Határőr
- Apatigris (2021–2023) – Miki